# Bernard I. ze Šumburka
Bernard I. ze Šumburka-Hasištejna (německy Bernhard I von Schönburg-Hassenstein, † kolem roku 1380) byl český šlechtic z durynsko-saského šlechtického rodu Šumburků (Schönburgů), pán na Šumburku a Hasištejně v Krušných horách.

## Život

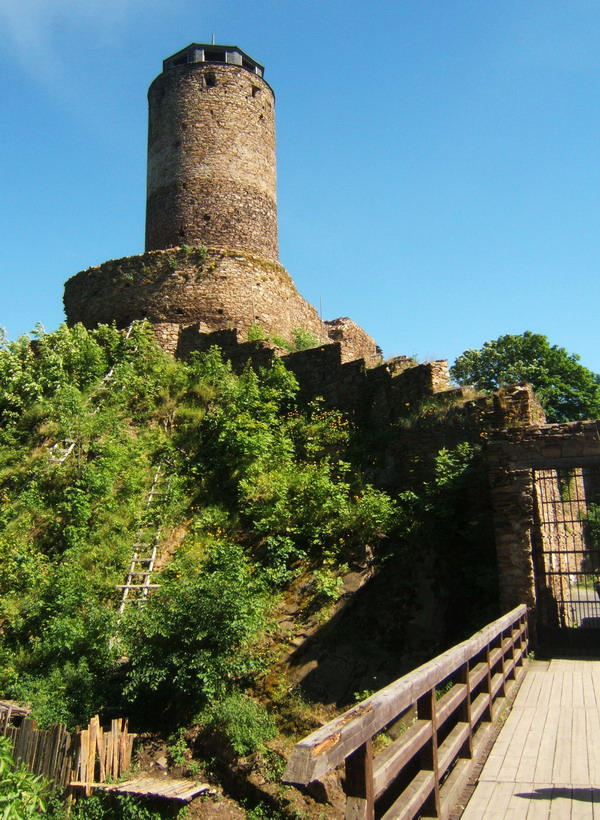
Hrad Hasištejn na Chomutovsku

Narodil se jako třetí syn Bedřicha IV. ze Šumburka, Krimitzschau a Stolbergu († asi 1347/1363) a Anežky z Kittlitz († 1369). Byl vnukem Heřmana IV. ze Šumburka († 1301) a Žofie z Lobdeburgu. 
Jeho starší bratři byli Heřman VI. ze Šumburka-Krimitzschau († 1375/1382) a Bedřich VII. ze Šumburka-Hasištejna († 1367). Jeho sestra Kateřina ze Šumburka-Krimitzschau († 1362) byla provdána za Jindřicha X. z Weidy mladšího († 1363/1366). Jeho další sestra Gisela ze Šumburka († po roce 1360) se provdala za Otu z Ebelebenu († po roce 1360).
V roce 1351 daroval král Karel IV. Šumburkům panství Hasištejn a dalších města v Čechách.

### Manžesltví a potomstvo
Bernard I. ze Šumburka-Hasištejna se oženil s Anežkou Querfurtskou. Z jejich manželství se narodili čtyři synové: 
- Václav I. ze Šumburka-Hasištejna († po roce 1422), ženatý s Žofií ze Šumburka-Hluchova († po roce 1370), dcerou Bedřicha IX. ze Šumburka-Hluchova († 1389) a Anežky z Vartenberka († po roce 1373)
- Bedřich X. ze Šumburka-Hasištejna († po roce 1418), ženatý s Alžbětou Reussovou z Plavna († po roce 1413), dcerou Jindřicha VII. z Plavna († 1380) a Weidy († 1363/1366), dcerou jeho sestry Kateřiny
- Heřman VIII. ze Šumburka († po roce 1438)
- Bernard II. ze Šumburka († po roce 1394)